# جزایر ویلیرز

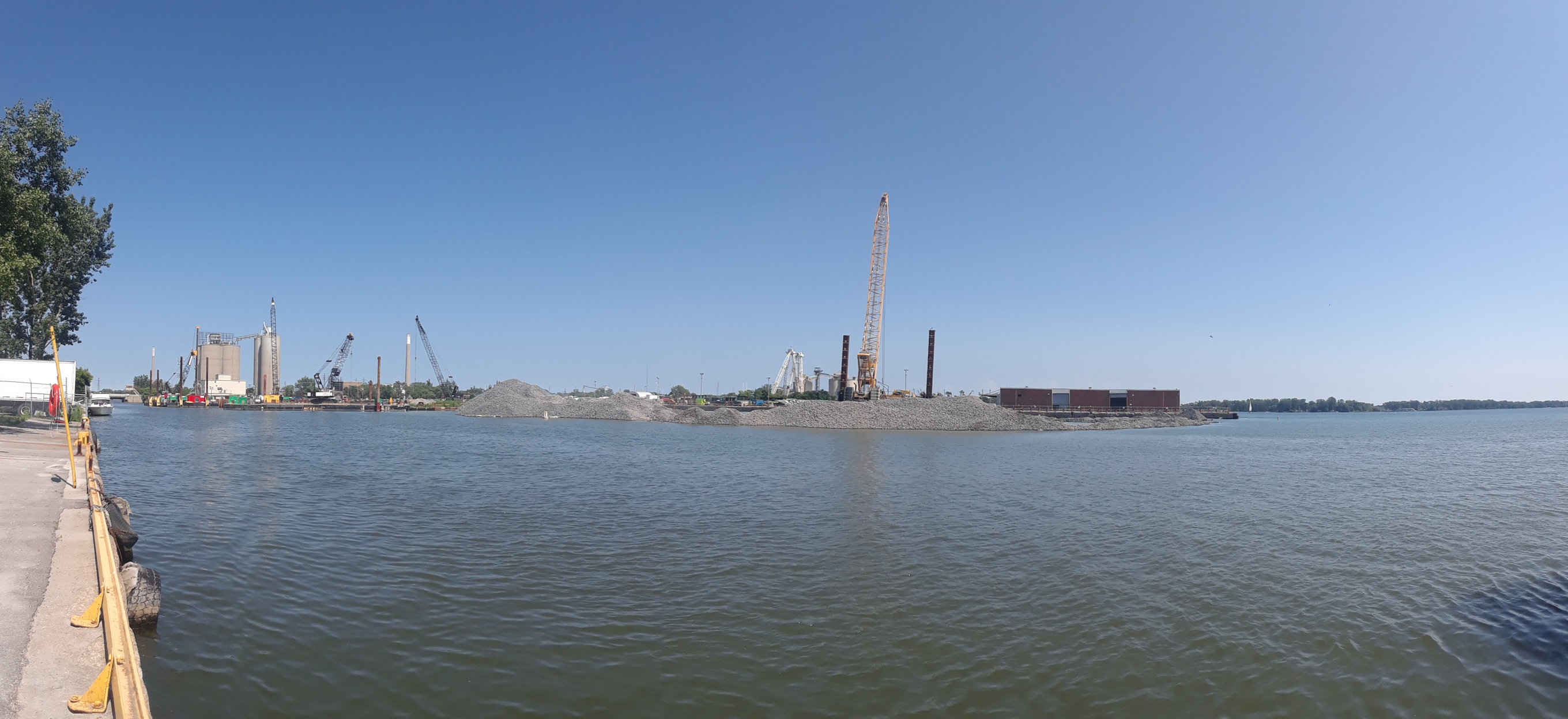
نمایی از عملیات پُرکردن بخشی از دهانهٔ کانال کیتینگ برای ساخت جزیره ویلیرز - ۲۰۱۸

جزایر ویلیرز (انگلیسی: Villiers Island) یک منطقه ۲۲ هکتاری در پورت لندز تورنتو است که به عنوان بخشی از پروژه حفاظت از سیل پورت لندز در واترفرانت تورنتو به جزیره تبدیل شده‌است. برای جلوگیری از سیل از رود دون (انتاریو)، کانالی برای گسترش رودخانه به سمت جنوب و سپس غرب به بندر تورنتو ایجاد می‌شود که خروجی دیگری و دهانه طبیعی تری برای رودخانه دون فراهم می‌کند. کانال جدید به‌طور مؤثری جزیره را ایجاد می‌کند، که همچنین توسط کانال کیتینگ و بندر تورنتو محدود می‌شود. توسعه مسکونی با کاربری مختلط برای جزیره ویلیرز برنامه‌ریزی شده‌است.